# Danica Pension
Danica Pension ist eine dänische Lebens- und Krankenversicherungsgesellschaft. Seit 1995 gehört das Unternehmen mit Sitz in Lyngby zur Danske Bank.

## Geschichte
1842 gründete sich mit der staatlichen  Livrente- og Forsørgelsesanstalten der erste Lebensversicherer in Dänemark. 1893 änderte das Unternehmen seinen Namen in Livsforsikrings Anstalten i Kjøbenhavn. Anfang 1990 entschied sich die dänische Regierung zur Privatisierung des Unternehmens, das fortan als Statsanstalten Holding A/S firmierte. Im September des Jahres übernahm der Versicherungskonzern Baltica die Aktienmehrheit am Unternehmen, das im Sommer 1991 in Danica umbenannt wurde. Nachdem Baltica von der Danske Bank im November 1994 erworben worden war, verkaufte die Bank das Sachversicherungsgeschäft des Versicherungskonzerns an den Versicherer Tryg, während das unter dem Namen Danica betriebene Sachversicherungsgeschäft zunächst im Bankkonzern verblieb. 1999 wurde auch dies veräußert, Erwerber war der Versicherer Topdanmark. Da fortan nur noch das Lebensversicherungsgeschäft betrieben wurde, wurde der Versicherer im Bankkonzern daraufhin in Danica Pension umbenannt.

## Geschäftstätigkeit
Danica betreibt Lebens- und Krankenversicherungsgeschäfte, einer der Schwerpunkte ist die Altersvorsorge. Das Unternehmen ist in Dänemark sowie Norwegen und Schweden über Tochtergesellschaften tätig. Dabei wurden 2014 über 800 Mitarbeiter beschäftigt, die über 600.000 Kunden betreuten. Die Bilanzsumme am 31. Dezember 2013 betrug 327,5 Milliarden Dänische Kronen.